# Girardot (Cundinamarca)

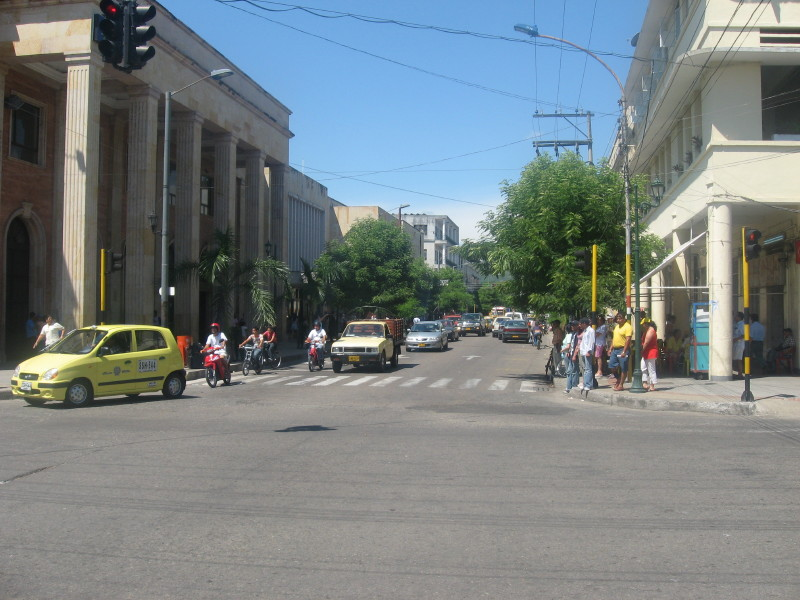
Camellon del Comercio (Girardot)

Girardot é um município da Colômbia, localizado na província Alto Magdalena, departamento de Cundinamarca.